# Megaselia consetigera
Megaselia consetigera är en tvåvingeart som först beskrevs av Schmitz 1925.  Megaselia consetigera ingår i släktet Megaselia och familjen puckelflugor. Arten är reproducerande i Sverige. Inga underarter finns listade i Catalogue of Life.